# Els Plans
Els Plans est un village d'Andorre, situé dans la paroisse de Canillo qui comptait 15 habitants en 2021.

## Localisation
Le village est desservi depuis Ransol par la route CS-261 (embranchement de la route CS-260). Els Plans domine la vallée de la Valira d'Orient et se situe à l'entrée de la vallée de Ransol.

## Toponymie
Plan (au pluriel plans) désigne dans la toponymie andorrane un espace peu incliné et en particulier comme c'est le cas ici un « replat cultivé ». Els est en catalan l'article défini masculin pluriel. Le toponyme Els Plans peut donc se comprendre comme « les replats cultivés ».

## Démographie
| 1984 | 1985 | 1986 | 1987 | 1988 | 1989 | 1990 | 1991 | 1992 |
| ---- | ---- | ---- | ---- | ---- | ---- | ---- | ---- | ---- |
| 13   | 13   | 13   | 14   | 15   | 14   | 13   | 14   | 14   |

| 1993 | 1994 | 1995 | 1996 | 1997 | 1998 | 1999 | 2000 | 2001 |
| ---- | ---- | ---- | ---- | ---- | ---- | ---- | ---- | ---- |
| 13   | 29   | 30   | 30   | 30   | 30   | 31   | 32   | 32   |

| 2002 | 2003 | 2004 | 2005 | 2006 | 2007 | 2008 | 2009 | 2010 |
| ---- | ---- | ---- | ---- | ---- | ---- | ---- | ---- | ---- |
| 32   | 32   | 53   | 58   | 58   | 55   | 54   | 54   | 50   |

| 2011 | 2012 | 2013 | 2014 | 2015 | 2016 | 2017 | 2018 | 2019 |
| ---- | ---- | ---- | ---- | ---- | ---- | ---- | ---- | ---- |
| 21   | 19   | 19   | 20   | 11   | 12   | 12   | 13   | 13   |

| 2020 | 2021 | - | - | - | - | - | - | - |
| ---- | ---- | - | - | - | - | - | - | - |
| 14   | 15   | - | - | - | - | - | - | - |